# نيكولاي فروبنيوس
نيكولاي فروبنيوس (بالنرويجية: Nikolaj Frobenius)‏ (29 سبتمبر 1965، أوسلو في النرويج)؛ كاتب سيناريو، كاتب وروائي نرويجي.

## روابط خارجية
- نيكولاي فروبنيوس على موقع IMDb (الإنجليزية)
- نيكولاي فروبنيوس على موقع ألو سيني (الفرنسية)
- نيكولاي فروبنيوس على موقع أول موفي (الإنجليزية)
- نيكولاي فروبنيوس على موقع قاعدة بيانات الأفلام السويدية (السويدية)
- نيكولاي فروبنيوس على موقع قاعدة بيانات الفيلم (الإنجليزية)
- نيكولاي فروبنيوس على موقع كينوبويسك (الروسية)